# Elassopodus stellatus
Elassopodus stellatus is een krabbensoort uit de familie van de Cymonomidae. De wetenschappelijke naam van de soort is voor het eerst geldig gepubliceerd in 1993 door Tavares.